# Protocolo de Maputo
O Protocolo da Carta Africana dos Direitos Humanos e dos Povos sobre os Direitos das Mulheres na África, mais conhecido como Protocolo de Maputo, é um instrumento internacional de direitos humanos estabelecido pela União Africana que entrou em vigor em 2005. Garante direitos às mulheres, incluindo a participação de processos político, a igualdade social e política com os homens, a maior autonomia em suas decisões de saúde reprodutiva e o fim da mutilação genital feminina. Foi adotado pela União Africana em Maputo, Moçambique em 2003 sob a forma de um protocolo à Carta Africana dos Direitos Humanos e dos Povos (adotado em 1981, promulgado em 1986).

## Origens
Após o reconhecimento de que os direitos das mulheres eram muitas vezes marginalizados no contexto dos direitos humanos, uma reunião organizada pela Women in Law and Development in Africa (WiLDAF) em março de 1995, em Lomé, em Tomé, exigiu o desenvolvimento de um protocolo específico para a Carta dos Direitos Humanos e dos Povos para tratar dos direitos das mulheres. A assembleia da União Africana mandatou a Comissão Africana dos Direitos Humanos e dos Povos (CADHP) para desenvolver esse protocolo em sua 31a Sessão Ordinária em junho de 1995, em Adis Abeba .
A primeira versão (produzida por um grupo de especialistas da CADHP, representantes de ONGs africanas e observadores internacionais, organizado pela CADHP em colaboração com a Comissão Internacional de Juristas) foi submetida à CADHP em sua 22ª Sessão, em outubro de 1997, e circulou para comentários a outras ONGs.  A revisão em cooperação com as ONGs envolvidas ocorreu em diferentes sessões de outubro a janeiro. Em abril de 1998, a 23ª sessão da CADHP aprovou a nomeação de Julienne Ondziel Gnelenga, advogada congolesa, como a primeira relatora especial de direitos da mulher na África, mandatando-a para trabalhar na adoção do projeto de protocolo sobre os direitos das mulheres.  O Secretariado da OUA recebeu a versão completa em 1999 e, em 2000, em Adis Abeba, o texto foi fundido ao Projeto de Convenção sobre Práticas Tradicionais em uma sessão conjunta do Comitê Inter-Africano e da CADHP.  Após um trabalho adicional em reuniões e conferências de especialistas em 2001, o processo parou e o protocolo não foi apresentado na cúpula inaugural da UA em 2002.
No início de 2003, a ONG Equality Now organizou uma conferência de grupos de mulheres, para organizar uma campanha para pressionar a União Africana a adotar o protocolo, e o texto do protocolo foi trazido para os padrões internacionais. O lobby foi bem-sucedido, a União Africana retomou o processo e o documento final foi oficialmente adotado pela cúpula da seção da União Africana, em 11 de julho de 2003.

## Adoção e ratificação

Mapa do processo de ratificação do Protocolo de Maputo
Assinado e ratificado
Acedido
Somente assinado
Não assinado
Territórios ultramarinos da Espanha, França, Portugal e Reino Unido, nenhum membro da UA

O protocolo foi adotado pela União Africana em 11 de julho de 2003 em Maputo, Moçambique. Em 25 de novembro de 2005, tendo sido ratificado pelos 15 países membros requeridos da União Africana, o protocolo entrou em vigor.
Dos 54 países da União Africana, 49 assinaram o protocolo e 37 ratificaram e depositaram o protocolo. Os estados da UA que não assinaram nem ratificaram o Protocolo são a Botsuana e o Egito. Os estados que assinaram, mas não ratificaram, são Argélia, Burundi, República Centro-Africana, Chade, Eritreia, Etiópia, Madagascar, Maurício, Níger, São Tomé e Príncipe, República Democrática Árabe do Saharaui, Somália, Sudão do Sul, Sudão e Tunísia.

### Reservas
No encontro do Maputo, vários países expressaram reservas em relação a items do protocolo.
Tunísia, Sudão, Quênia, Namíbia e África do Sul registraram reservas sobre algumas das cláusulas relacionadas a casamentos. Egito, Líbia, Sudão, África do Sul e Zâmbia tinham reservas sobre "separação judicial, divórcio e anulação de casamentos". Burundi, Senegal, Sudão, Ruanda e Líbia mantiveram reservas com o Artigo 14, referente ao "direito à saúde e controle da reprodução". A Líbia expressou reservas sobre um ponto relacionado a conflitos.

## Artigos
Os principais artigos são:
- Artigo 2: Eliminação da Discriminação Contra as Mulheres
- Artigo 3: Direito à Dignidade
- Artigo 4: Direitos à Vida, Integridade e Segurança da Pessoa
- Artigo 5: Eliminação de Práticas Nocivas
  - Isso se refere à mutilação genital feminina e outras práticas tradicionais que são prejudiciais às mulheres.
- Artigo 6: Casamento
- Artigo 7: Separação, Divórcio e Anulação do Casamento
- Artigo 8: Acesso à Justiça e Proteção Igual perante a lei
- Artigo 9: Direito à Participação no Processo Político e de Tomada de Decisão
- Artigo 10: Direito à Paz
- Artigo 11: Proteção das Mulheres em Conflitos Armados
- Artigo 12: Direito à Educação e Treinamento
- Artigo 13: Direitos de Bem-estar Econômico e Social
- Artigo 14: Direitos a Saúde e Reprodutivos
- Artigo 15: Direito à Segurança alimentar
- Artigo 16: Direito à Moradia Adequada
- Artigo 17: Direito a um Contexto Cultural Positivo
- Artigo 18: Direito a um Ambiente Saudável e Sustentável
- Artigo 19: Direito ao Desenvolvimento Sustentável
- Artigo 20: Direitos das Viúvas
- Artigo 21: Direito à Herança
- Artigo 22: Proteção Especial da Mulher Idosa
- Artigo 23: Proteção Especial das Mulheres com Deficiência
- Artigo 24: Proteção Especial das Mulheres em Perigo
- Artigo 25: Remédios

## Oposição
Dois fatores  do protocolo geram, particularmente, mais controvérsias em relação ao Protocolo: seu artigo sobre saúde reprodutiva, contraposto principalmente por católicos e outros cristãos, e seus artigos sobre mutilação genital feminina, casamento polígamo e outras práticas tradicionais, que são contrapostos pelos muçulmanos .

### Oposição cristã
O papa Bento XVI descreveu o Protocolo como "uma tentativa clandestina de banalizar o aborto ". Os bispos católicos romanos da África se opõem ao Protocolo de Maputo porque define o aborto como um direito humano. A organização americana autoentitulada pró-vida Human Life International a descreve como "um cavalo de Tróia para uma agenda radical".
Em Uganda, o Conselho Cristão Conjunto opôs-se aos esforços para ratificar o tratado com base no Artigo 14 que garante o aborto "em casos de agressão sexual, estupro, incesto e onde a gravidez continuada põe em risco a saúde mental e física da mãe ou a vida da mãe ou do feto ", julgando-o incompatível com a moral cristã tradicional. Numa carta aberta ao governo e ao povo de Uganda em janeiro de 2006, a Conferência Episcopal Católica de Uganda manifestou sua oposição à ratificação do Protocolo de Maputo. No entanto, nesse país, o protocolo foi ratificado em 22 de julho de 2010.

### Oposição muçulmana
No Níger, o Parlamento votou 42 a 31, com 4 abstenções, contra a ratificação em junho de 2006; neste país muçulmano, várias tradições proibidas ou consideradas ultrapassadas pelo protocolo ainda são comuns. Grupos de mulheres muçulmanas do Níger se reuniram em 2009 em Niamey para protestar contra o que eles chamavam de "protocolos satânicos de Maputo", manifestando-se contra os limites para a idade de casamento de meninas e as recomendações sobre o aborto
No Djibuti, no entanto, o Protocolo foi ratificado em fevereiro de 2005, após uma conferência sub-regional sobre mutilação genital feminina convocada pelo governo de Djibuti e  pela ONG No Peace Without Justice, na qual a Declaração do Djibuti sobre mutilação genital feminina foi adotada. O documento declara que o Alcorão não apóia a mutilação genital feminina e, pelo contrário, praticar a mutilação genital em mulheres é contrário aos preceitos do Islão.